# Faucet Failure
«Faucet Failure» — песня американского рэпера Ski Mask the Slump God, выпущенная 9 апреля 2019 года в качестве первого и единственный сингл из его дебютного студийного альбома Stokeley (2018). Трек достиг 87 места в чарте Billboard Hot 100 и 55 в Canadian Hot 100.

## Музыкальное видео
Музыкальное видео, снятое Коулом Беннеттом, было выпущено 26 февраля 2019 года. Журнал XXL описал клип как «эксцентричный, необычный и мультяшный», а HotNewHipHop как «психоделичный».

## Чарты

### Еженедельные чарты
| Чарты (2018—2019)                     | Высшая позиция |
| ------------------------------------- | -------------- |
| Канада (Billboard Canadian Hot 100)   | 55             |
| Новая Зеландия (RMNZ)                 | 12             |
| США (Billboard Hot 100)               | 87             |
| США (Billboard Hot R&B/Hip-Hop Songs) | 35             |

### Годовые чарты
| Чарт (2019)                       | Позиция |
| --------------------------------- | ------- |
| Hot R&B/Hip-Hop Songs (Billboard) | 79      |

## Сертификации
| Регион                                                                      | Сертификация  | Продажи   |
| --------------------------------------------------------------------------- | ------------- | --------- |
| США (RIAA)                                                                  | 2× Платиновый | 2 000 000 |
| Данные о продажах + прослушиваниях приведены только на основе сертификации. |               |           |